# گرن
گرن روستای کوچکی است از توابع بخش جناح شهرستان بستک در غرب استان هرمزگان در جنوب ایران واقع شده‌است.

## جمعیت
این روستا در دهستان جناح قرار داشته و براساس سرشماری سال ۱۳۸۵جمعیت آن ۶۰نفر (۱۳خانوار) بوده‌است.